# Simon Asta
Simon Asta (Augusta, 25 gennaio 2001) è un calciatore tedesco, difensore del Greuther Fürth.

## Carriera

### Club
Cresciuto nel settore giovanile dell'Augusta, debutta in prima squadra il 12 maggio 2018 in occasione dell'incontro di Bundesliga perso 2-0 contro il Friburgo.
Il 5 ottobre 2020 passa a titolo definitivo al Greuther Fürth.

### Nazionale
Ha giocato nelle nazionali giovanili tedesche Under-15, Under-16, Under-17, Under-18, Under-19, Under-20 ed Under-21.

## Statistiche

### Presenze e reti nei club
Statistiche aggiornate all'11 dicembre 2021.
| Stagione        | Squadra           | Campionato      | Campionato | Campionato | Coppe nazionali | Coppe nazionali | Coppe nazionali | Coppe continentali | Coppe continentali | Coppe continentali | Altre coppe | Altre coppe | Altre coppe | Totale | Totale |
| Stagione        | Squadra           | Comp            | Pres       | Reti       | Comp            | Pres            | Reti            | Comp               | Pres               | Reti               | Comp        | Pres        | Reti        | Pres   | Reti   |
| --------------- | ----------------- | --------------- | ---------- | ---------- | --------------- | --------------- | --------------- | ------------------ | ------------------ | ------------------ | ----------- | ----------- | ----------- | ------ | ------ |
| 2018-2019       | Augusta II        | RL              | 1          | 0          |                 | -               | -               |                    | -                  | -                  |             | -           | -           | 1      | 0      |
| 2019-2020       | Augusta II        | RL              | 3          | 0          |                 | -               | -               |                    | -                  | -                  |             | -           | -           | 3      | 0      |
| 2017-2018       | Augusta           | BL              | 1          | 0          | CG              | 0               | 0               |                    | -                  | -                  |             | -           | -           | 1      | 0      |
| 2018-2019       | Augusta           | BL              | 1          | 0          | CG              | 0               | 0               |                    | -                  | -                  |             | -           | -           | 1      | 0      |
| 2021-2022       | Greuther Fürth II | RL              | 2          | 0          |                 | -               | -               |                    | -                  | -                  |             | -           | -           | 2      | 0      |
| 2020-2021       | Greuther Fürth    | 2L              | 5          | 0          | CG              | 0               | 0               |                    | -                  | -                  |             | -           | -           | 5      | 0      |
| 2021-2022       | Greuther Fürth    | BL              | 4          | 0          | CG              | 1               | 0               |                    | -                  | -                  |             | -           | -           | 5      | 0      |
| Totale carriera | Totale carriera   | Totale carriera | 17         | 0          |                 | 1               | 0               |                    | -                  | -                  |             | -           | -           | 18     | 0      |